# Circuito elétrico

Um circuito elétrico simples, constituído de uma fonte de tensão e de um resistor.

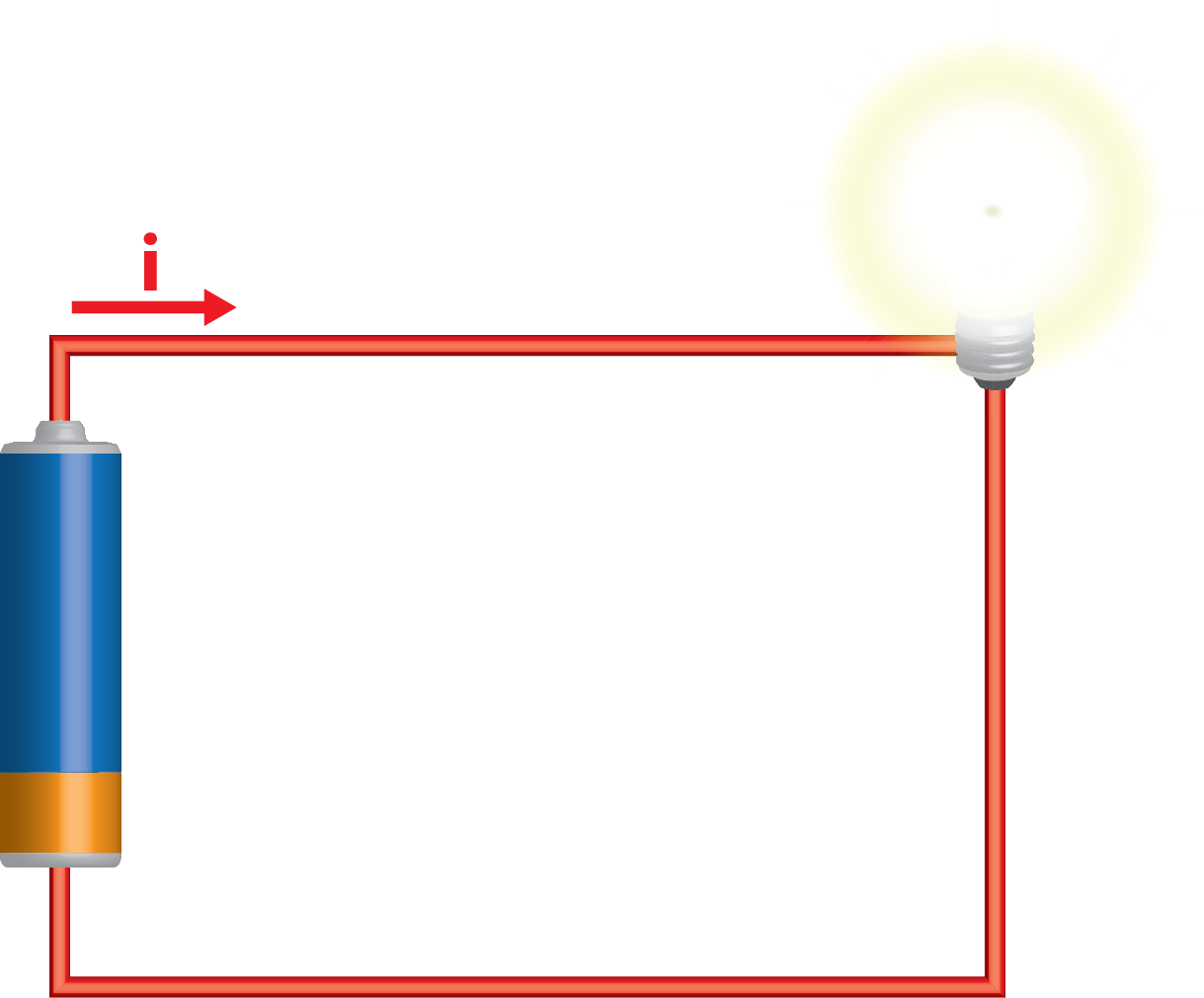
Exemplificação gráfica de um Circuito Simples

Um circuito elétrico é a ligação de elementos elétricos, tais como resistores, indutores, capacitores, diodos, linhas de transmissão, fontes de tensão, fontes de corrente e interruptores, de modo que formem pelo menos um caminho fechado para a corrente elétrica. Um circuito elétrico simples, alimentado por pilhas, baterias ou tomadas, sempre apresenta uma fonte de energia elétrica, um aparelho elétrico, fios ou placas de ligação e um interruptor para ligar e desligar o aparelho. Estando ligado, o circuito elétrico está fechado e uma corrente elétrica passa por ele. Esta corrente pode produzir vários efeitos: óticos, cinéticos, térmicos, acústicos, mecânicos, etc. Circuitos elétricos são conjuntos formados por um gerador elétrico, um condutor em circuito fechado e um elemento capaz de utilizar a energia produzida pelo gerador.[carece de fontes?]

## Definições
- Nó - Ponto do circuito ao qual estão ligados dois ou mais elementos.
- Nó essencial - Ponto do circuito ao qual estão ligados três ou mais elementos.
- Caminho - Sequência de elementos ligados entre si na qual nenhum elemento é incluído mais de uma vez.
- Ramo - Caminho que liga dois nós.
- Ramo essencial - Caminho que liga dois nós essenciais, sem passar por outro nó essencial.[3]
- Malha - Caminho cujo último nó coincide com o primeiro.
- Malha essencial - Malha que não inclui nenhuma outra malha.
- Circuito planar - Circuito que pode ser desenhado em um plano sem que os ramos se cruzem.

## Circuitos Elétricos em Série e Paralelo
- Circuito em Série: É o circuito onde todos os elementos se encontram interligados em série com a fonte de energia. No circuito em série a corrente elétrica é a mesma em todos os pontos do circuito e a tensão é dividida proporcionalmente.
- Circuitos em Paralelo: No circuito elétrico paralelo  todos os elementos se encontram em paralelo com a fonte de energia. O circuito paralelo apresenta vários caminhos para a corrente, em um circuito em paralelo a tensão é a mesma em todos os pontos do circuito, porém a corrente varia de acordo com a resistência.[4]

## Expressões para diferença de potencial em elementos de circuito
- Resistores : Para resistores e, usando a convenção usual de corrente de portadores positivos (corrente convencional).
- Fontes de força eletromotriz (FEM): As fontes de força eletromotriz são dispositivos capazes de trocar energia com os portadores de cargas que as atravessam. Uma fonte de FEM pode fornecer energia aos portadores e aí a chamamos gerador ou receber energia dos portadores, caso em que as chamamos receptor.
- Capacitores: Nos capacitores a ddp aparece por causa da carga elétrica armazenada no elemento.
- Indutores: Indutores são elementos complexos de circuito. Eles podem ser classificados em:
  - Auto-Indutores- Quando apenas o fluxo magnético produzido pelo próprio indutor o atravessa.
  - Transformador  ou Indutor Mútuo- Quando o fluxo magnético gerado em outros indutores também influencia o indutor em questão.

## Leis elétricas
Uma série de leis se aplicam aos circuitos elétricos. Entre elas:
- Leis de Kirchhoff:

Lei das Correntes ou Lei dos Nós: A soma de todas as correntes que entram num nó é igual à soma de todas as correntes que saem do nó.
Lei das Tensões ou Lei das Malhas: A soma de todas as tensões geradas menos a soma de todas as tensões consumidas numa malha é igual a zero.
- Lei de Ohm: A tensão entre as duas pontas de um resistor é igual ao produto da resistência e a corrente que flui através do mesmo.[3]

- Teorema de Thévenin: Qualquer circuito elétrico formado por fontes de tensão, fontes de correntes e resistores com dois terminais possui um circuito equivalente formado por uma fonte de tensão em série com um resistor.
- Teorema de Norton: Qualquer circuito elétrico formado por fontes de tensão, fontes de correntes e resistores com dois terminais possui um circuito equivalente formado por uma fonte de corrente em paralelo com um resistor.

Existe também um circuito simples,é composto de três elementos, um condutor ou rota (fio elétrico),uma fonte de energia (bateria),e um resistor elétrico (lâmpada), que é qualquer objeto que precise de eletricidade para funcionar.

## Circuitos de corrente contínua

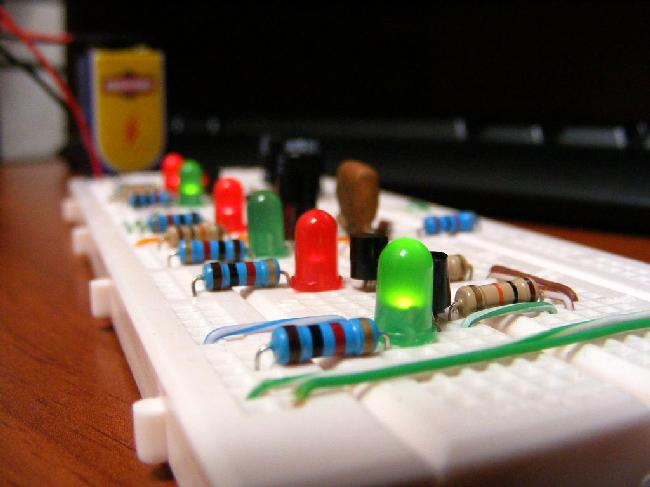
Circuitos Eletrônicos sobre a Protoboard.

Os elementos de circuitos são produzidos com um tamanho padrão para facilitar sua montagem. Uma forma rápida de montar circuitos é usar uma placa de teste. Para construir circuitos mais duradouros, pode-se usar uma placa de circuito (Protoboard), que é constituída de um material isolador com furos e com pistas paralelas de cobre em um dos lados; o contato entre diferentes componentes é feito inserindo os terminais em furos que estejam na mesma pista, tal como na placa de teste, mas é preciso soldar os terminais sobre o cobre. Outro método que permite construir circuitos mais compactos, são as placas de circuito impresso (PCB). Um PCB é semelhante a uma placa de circuito, mas as pistas de cobre e os furos são desenhados sob medida para cada circuito específico.
Um circuito de corrente contínua, ou circuito c.c. (em inglês, Direct Current, d.c.), é um circuito em que todas as fontes de tensão têm força eletromotriz constante e todas as resistências são constantes. Caso se ligue condensadores no circuito, a corrente mudará em função do tempo (resposta transitória do circuito), mas passado algum tempo a carga e tensão nos condensadores atingirão os seus valores finais.

### Fontes de tensão

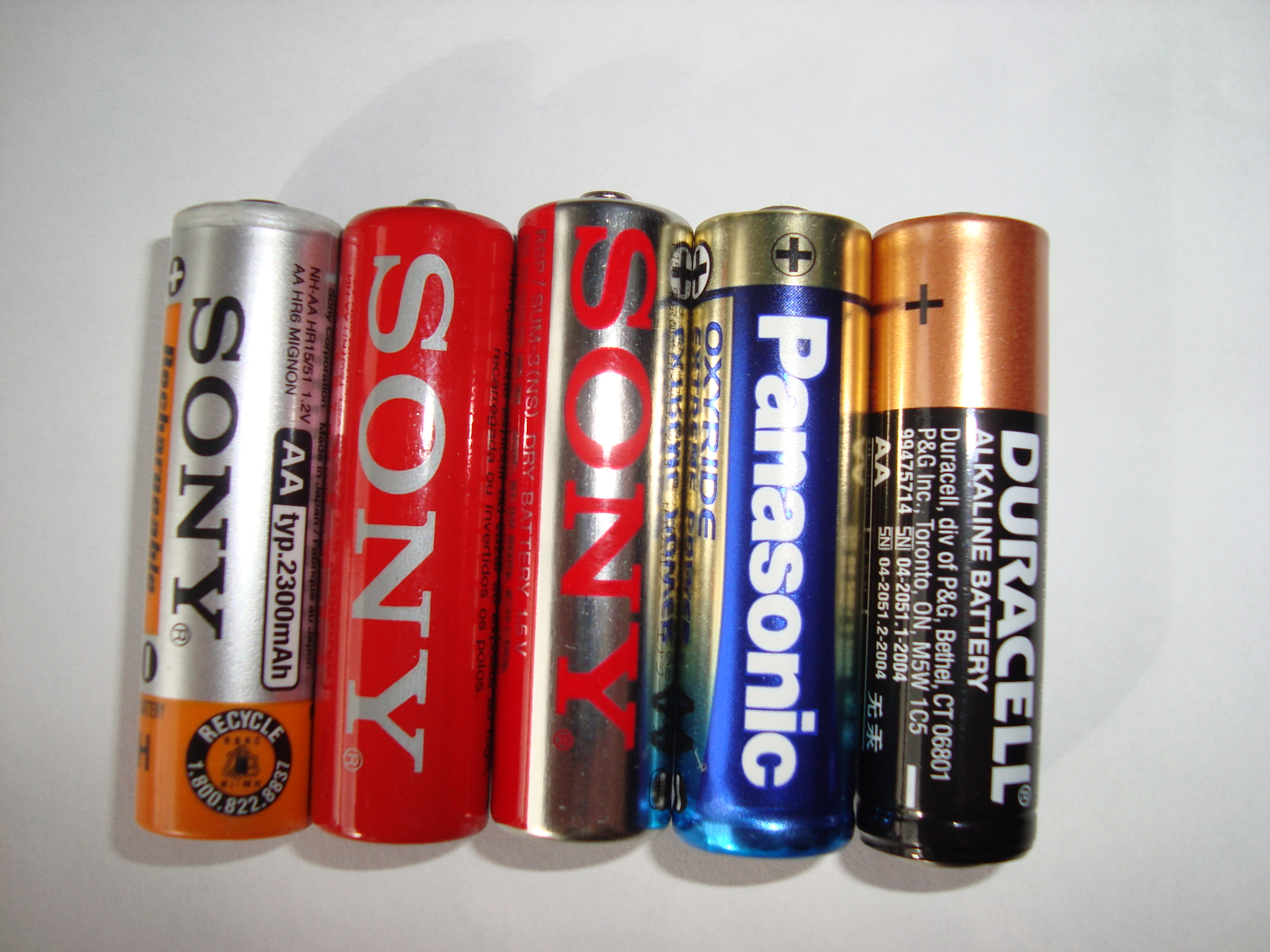
Pilhas Alcalinas (Baterias de células primárias alcalinas).

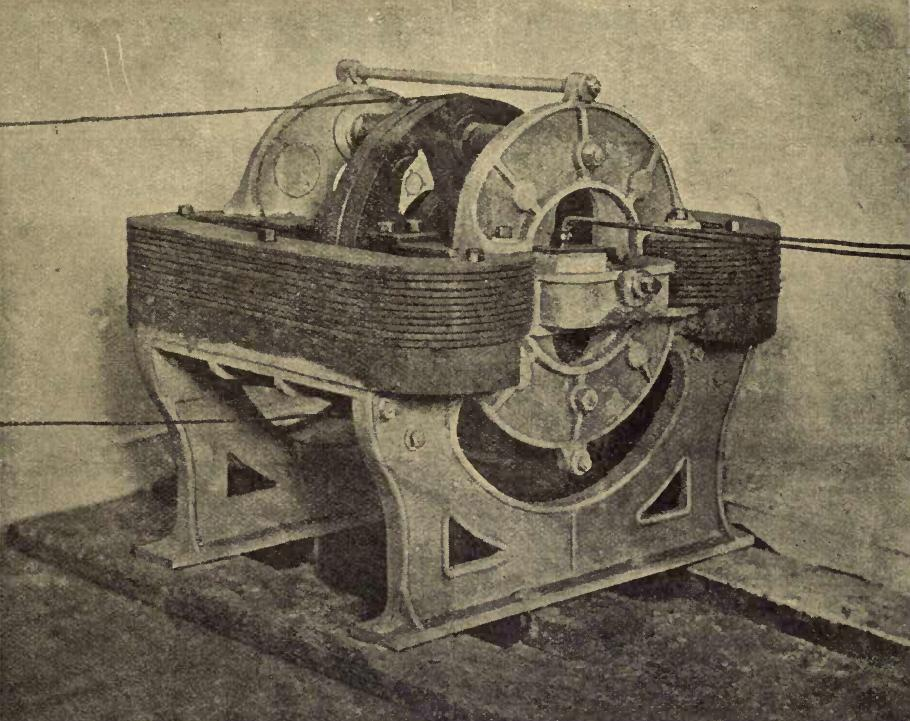
Gerador de Corrente Contínua(O Dínamo é o tipo mais comum de gerador elétrico).

### Diagramas de circuito

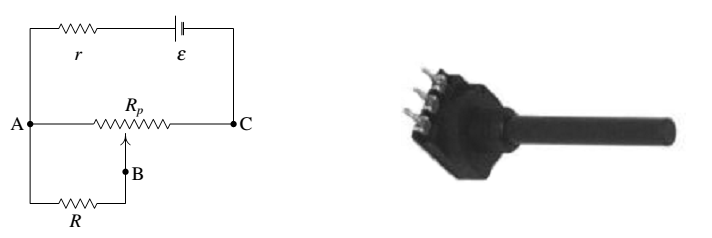
Diagrama de circuito de um divisor de voltagem e fotografia de um potenciómetro.

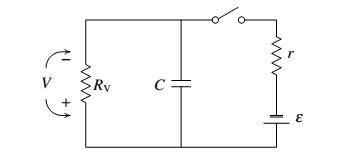
Carga e descarga de um condensador.

### Leis dos circuitos

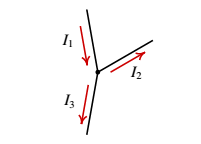
Lei das correntes.

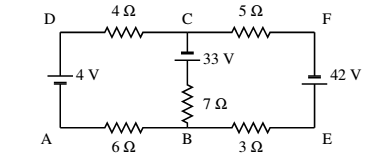
Circuito com duas malhas

### Método das malhas

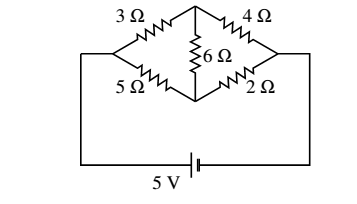
Circuito com cinco resistências em que nenhuma delas está em série ou em paralelo com outra.

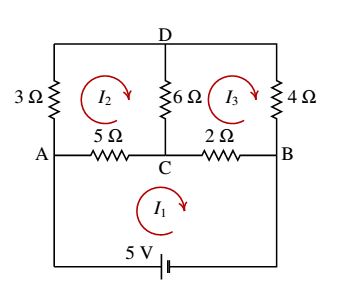
Correntes de malhas no circuito da figura anterior

### História

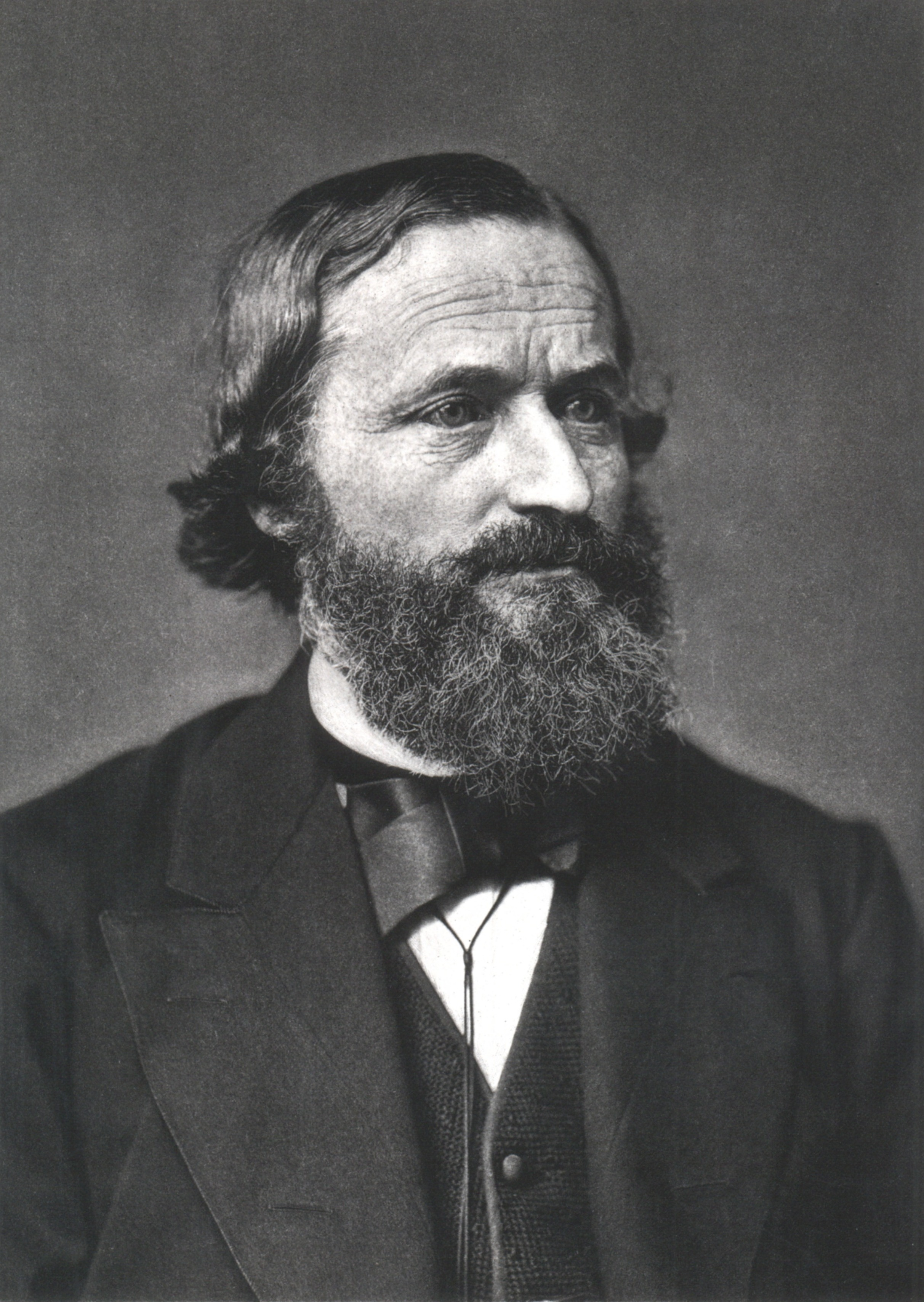
Gustav Kirchhoff.

### Circuito LC

Circuito LC, em t < 0 (lado esquerdo) e circuito equivalente para t > 0 (lado direito) em que S1 está aberto e S2 fechado.

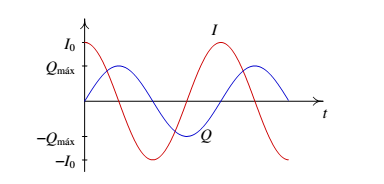
Corrente e Carga no Circuito LC

### Ressonância

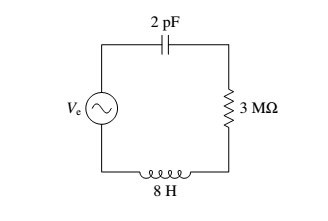
A frequência de ressonância do circuito e a potência média máxima que pode fornecer uma fonte com tensão máxima.

### Circuito RC

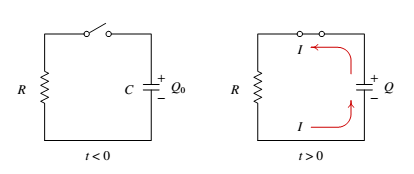
Descarga de um capacitor.

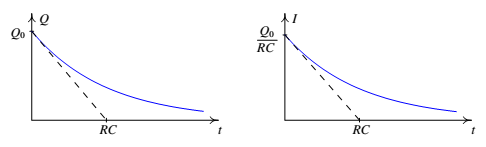
Carga e corrente num capacitor a descarregar.